# آندری دونایف
آندری دونایف (به انگلیسی: Andrey Dunayev) (زادهٔ ۱۴ مهٔ ۱۹۴۹) شناگر اهل روسیه است.